# Siqueira Campos
Siqueira Campos is een gemeente in de Braziliaanse deelstaat Paraná. De gemeente telt 17.411 inwoners (schatting 2009).

## Aangrenzende gemeenten
De gemeente grenst aan Carlópolis, Joaquim Távora, Quatiguá, Salto do Itararé, Santana do Itararé, Tomazina en Wenceslau Braz.